# Inquisitor sexradiata
Inquisitor sexradiata is een slakkensoort uit de familie van de Pseudomelatomidae. De wetenschappelijke naam van de soort is voor het eerst geldig gepubliceerd in 1917 door Odhner.